# منطقه ۱۵ پاریس
منطقه ۱۵ پاریس(به فرانسوی: 15e arrondissement de Paris) یکی از ‌مناطق ۲۰گانه پاریس پایتخت فرانسه است. این منطقه در ساحل سمت چپ رود سن قرار گرفته‌است. منطقه ۱۵ پاریس از پرجمعیت‌ترین مناطق پاریس است که در سال ۲۰۱۷ جمعیت آن ۲۳۵۱۷۸ نفر بوده‌است. این منطقه با نام منطقه وژیرار (arrondissement de Vaugirard) هم شناخته شده‌است که به ندرت از این نام استفاده می‌شود.

## جغرافیا

### محله‌ها

- سن-لامبر (Saint-Lambert)
- گرنل (Grenelle)
- ژاول (Javel)
- نکر (Necker)